# Vodka (personaggio)
Vodka (ヴォッカ?, Vokka) è un personaggio immaginario e uno degli antagonisti principali della serie manga e anime Detective Conan, creato da Gōshō Aoyama ed edito in Giappone dalla Shogakukan, nello Shonen Sunday, e membro dell'Organizzazione nera, ed in Italia dalla Star Comics.
Appare quasi sempre in coppia con Gin, colui che utilizzando l'APTX 4869, ha causato il rimpicciolimento di Shinichi Kudo.

## Descrizione
Vodka, proprio come Gin, veste sempre di nero e indossa un cappello cilindrico. Gli occhi sono perennemente coperti da un paio di occhiali da sole.
Secondo la guida Conan Drill, Vodka fa parte con Gin della sezione "Ruolo di supervisione generale" (全体監視役?, Zentai kanshi-yaku) ed ha il ruolo di "Segretario del ruolo di supervisione generale" (全体監視役秘書係?, Zentai kanshi-yaku hisho-kakari). All'interno dell'organizzazione è il braccio destro di Gin e, come quest'ultimo, svolge un ruolo esecutivo, ma non ha la sua stessa autorità sui membri degli altri reparti dell'organizzazione. Si rivolge a Gin chiamandolo Aniki, un termine giapponese di rispetto, che indica un fratello maggiore ed è usato nella Yakuza per rivolgersi ai propri superiori. I due lavorano sempre in coppia, ad eccezione di un'occasione, in cui Vodka agisce inizialmente da solo. Vodka ricopre, comunque, una posizione di una certa importanza, poiché talvolta lo vediamo dare ordini ad altri membri in missione.
Vodka ci viene mostrato come una persona capace di uccidere a sangue freddo, ma che spesso lascia questo compito al suo compagno Gin. Egli, infatti, pur essendo un antagonista principale, non incarna molte delle caratteristiche del personaggio malvagio di una serie. Con la pistola, ha avuto più volte nella serie occasione di dimostrare la sua scarsa mira, non riuscendo a colpire obiettivi anche abbastanza vicini.

## Nella storia

### Nei primi venti volumi
Vodka fa la sua comparsa assieme a Gin nel primo capitolo del primo volume, durante il quale viene scoperto da Shinichi Kudo, durante un traffico illegale. Viene, però, salvato da Gin, che tramortisce il ragazzo alle spalle e gli somministra un nuovo farmaco sperimentale, chiamato APTX 4869, credendo che basti ad ucciderlo.
Gin e Vodka compaiono nuovamente durante il caso di Akemi Miyano, un membro femminile di basso livello dell'organizzazione. Costei viene uccisa da Gin, che, in questo modo, rompe la promessa fattale precedentemente, ovvero di far lasciare incolume l'organizzazione sia a lei che a sua sorella minore, un membro chiamato Sherry. Il motivo di questa azione sta nel fatto che Sherry è considerata troppo importante dall'organizzazione per lasciarla andare via in quel modo.
Nel giro di pochi volumi, si viene a conoscenza del nome in codice di Vodka, ma il piano suo e di Gin di far esplodere un treno viene sventato da Conan.
Appare poi ancora insieme a Gin, impegnato con il suo compagno nel dare la caccia a Sherry, che, ingerendo una pillola di APTX 4869 da lei stessa sviluppato, è riuscita a fuggire dall'organizzazione.

### Dal volume 20 al 42
Vodka recita, in seguito, una parte più cospicua. Nel caso nell'Haido City Hotel, spalleggia Gin nel tentativo, poi fallito grazie all'intervento di Conan, di uccidere Sherry.
Dopo una breve comparsa in un locale con Gin e Vermouth, vediamo Vodka agire da solo, durante il caso dell'ingegnere Itakura. Rischia, però, di essere incastrato da Conan e ne esce salvo grazie all'intervento di Gin, che arriva a minacciarlo con una pistola per gli errori commessi.
Nel caso denominato Halloween Party, viene invece incaricato di travestirsi e infiltrarsi nella festa in maschera, per dare supporto a Vermouth nel caso di bisogno, ma anche per controllarla per conto di Gin. In quell'occasione, quando compare Shinichi Kudo, si ricorda molto bene del ragazzo, a differenza di Gin, insinuando nel suo stesso partner il dubbio che il giovane sia ancora vivo.

### Dal volume 43 al volume 67
Vodka compare nuovamente durante lo scontro tra l'organizzazione e l'FBI, durante il quale vengono introdotti nella trama nuovi membri, quali Kir, Chianti e Korn. L'obiettivo è l'assassinio di un politico che sarebbe potuto diventare loro nemico. Durante il caso, Kir viene catturata dall'FBI, mentre Gin stesso, dopo aver puntato la pistola contro Vermouth, viene ferito sul viso da un colpo lanciatogli da Shuichi Akai.
Successivamente, Vodka compare raramente, sempre al fianco di Gin e mentre sono alla ricerca del luogo di convalescenza di Kir. Scoperto l'ospedale, nei volumi 58 e 59, inizia l'operazione per il suo recupero, che terminerà con successo e con la successiva morte di Shuichi Akai per mano di Kir.
Nel volume 67, lo si vede in macchina con Gin e Kir, mentre aspettano il sosia di Shuichi Akai fuori dal centro commerciale per capire se quell'uomo è davvero l'agente dell'FBI. A fine caso, si ritira insieme ai suoi compagni per ordine di Gin.